# Buriti Bravo
Buriti Bravo es un municipio brasileño del estado de Maranhão. Su población estimada en 2010 según el IBGE era de 22.562 habitantes. Está a una altitud de 227m y posee un área total de 1.733,6 km²